# Praskowja Wiszniakowa
Praskowja Iwanowna Wiszniakowa (ros. Прасковья Ивановна Вишнякова; ur. 25 października 1887 w stanicy Jekatierinowskaja w obwodzie kubańskim, zm. 10 stycznia 1967 w Moskwie) – rewolucjonistka, radziecka działaczka partyjna.

## Życiorys
Od 1903 działała w SDPRR, kilkakrotnie aresztowana. Skazana na zesłanie do Syberii Wschodniej, 19 marca 1917 amnestionowana po rewolucji lutowej, od grudnia 1917 należała do Jekaterynodarskiego Komitetu SDPRR(b), od 1918 prowadziła działalność podziemną w Sewastopolu i Jekaterynosławiu. W 1919 przewodnicząca rady rejonowej, od 1919 pracowała w Wydziale Politycznym Frontu Południowo-Wschodniego, a od 1920 w organach kontroli partyjnej Obwodu Kubańsko-Czarnomorskiego. Kierowała Wydziałem Propagandy i Agitacji Kubańsko-Czarnomorskiego Komitetu Obwodowego RKP(b), 1924–1928 sekretarz odpowiedzialna Północnokaukaskiej Krajowej Komisji Kontrolnej RKP(b)/WKP(b), od 31 maja 1924 do 26 czerwca 1930 członkini Centralnej Komisji Kontrolnej RKP(b)/WKP(b), od maja 1928 zastępczyni kierownika Inspekcji Oświaty Ludowego Komisariatu Inspekcji Robotniczo-Chłopskiej ZSRR, 1935–1939 pracowała w Ludowym Komisariacie Przemysłu Ciężkiego ZSRR, od 1940 na emeryturze. Odznaczona Orderem Lenina i Orderem Czerwonego Sztandaru.